# Oruza affulgens
Oruza affulgens är en fjärilsart som beskrevs av Saalmüller 1881. Oruza affulgens ingår i släktet Oruza och familjen nattflyn. Inga underarter finns listade i Catalogue of Life.